# Alessandra De Stefano
Alessandra De Stefano (Napoli, 17 marzo 1966) è una giornalista, conduttrice televisiva e scrittrice italiana.

## Biografia
Da sempre appassionata di ciclismo, diviene giornalista professionista il 18 ottobre 1995. Membro della redazione di Rai Sport dal 1992, dove viene assunta nell'agosto del 1995, diventa inviato speciale nel 2000, e da allora è sempre presente sul traguardo di tutti i principali eventi ciclistici trasmessi dalla Rai (Giro d'Italia, Tour de France), seguendone oltre 30 edizioni complessive. Ha partecipato inoltre a quattro edizioni dei Giochi olimpici estivi e due edizioni di quelli invernali.
Dal 2010 è la prima donna a condurre Il processo alla tappa, la trasmissione creata da Sergio Zavoli in onda su Rai 3 al termine di ogni tappa della corsa rosa. Nel 2011 viene pubblicato il suo libro Giulia e Fausto, ovvero, la storia dell'amore segreto tra il Campionissimo e la Dama Bianca. Dal 2014 conduce, sempre sulle reti Rai, le trasmissioni televisive del Giro d'Italia, che lascia nel 2019 dopo la nomina a vicedirettrice di Rai Sport, salvo poi tornare alla conduzione del Processo alla tappa l'anno successivo.
Nell'estate 2021 conduce la trasmissione Il circolo degli anelli su Rai 2, programma di commento alle gare del giorno dei giochi olimpici di Tokyo.
Il 18 novembre 2021 viene nominata direttrice di Rai Sport.
A partire dal 21 novembre 2022 cura e conduce su Rai 1 il derivato de Il circolo degli anelli, chiamato Il circolo dei Mondiali in occasione del Campionato mondiale di calcio 2022. Il programma va in onda ogni giorno in seconda serata in coda alla partita serale delle ore 20.
Il 27 marzo 2023 si dimette dalla direzione di Rai Sport; al suo posto subentra ad interim Marco Franzelli, già vicedirettore della testata.

## Televisione
- Il processo alla tappa (Rai 3, 2010-2018; Rai 2, 2010-2018, 2020-2021)
- Il circolo degli anelli (Rai 2, 2021)
- Il circolo degli anelli sotto l'albero (Rai 2, 2021)
- Il circolo dei mondiali (Rai 1, Rai Play, 2022)

## Libri
- Giulia e Fausto, Rizzoli, 2011, ISBN 9788817040150.

## Riconoscimenti
- Cuore d'Argento nel 2010.
- Premio Adriano De Zan dell'Associazione Nazionale Ex Corridori Ciclisti nel 2011.
- Premio Beppe Viola.
- Premio Compiano Sport per il libro Giulia e Fausto.